# Bilingual (álbum)
Bilingual es el sexto álbum de estudio del dúo de synthpop británico Pet Shop Boys, lanzado en 1996 bajo el sello Parlophone y por Atlantic Records en Estados Unidos. Ha llegado a vender alrededor de 1 500 000 discos desde su lanzamiento. Está certificado como disco de oro en Reino Unido, siendo este el primer álbum de estudio del dúo que no fue certificado platino.

## Información del álbum
Bilingual continúa los arreglos fuertemente instrumentados y voces adicionales que el dúo empezó a añadir a su música en el álbum Very. Como el título sugiere, las canciones del álbum tienen influencias de todo el mundo, particularmente de Latinoamérica. Después del lanzamiento de su previo álbum, Very, Pet Shop Boys realizaron una gira que los llevó por Sudamérica. Particularmente, se influenciaron con el ritmo de la música de los países latinoamericanos, por lo que decidieron tomar como inspiración para el siguiente álbum estos ritmos.
Los sencillos del álbum fueron todos exitosos, tres de ellos, "Se a vida é (That's the way life is)", "Before", y "A Red Letter Day" llegaron al Top 10 de los charts británicos, mientras que, "Single-Bilingual" llegó al Top 20.
En 1997, el dúo decidió empezar una serie de conciertos en el Savoy Theatre de Londres. Para promocionar los conciertos, realizaron un cover de la canción "Somewhere". El sencillo llegó al Top 10 de los charts británicos, y Bilingual fue relanzado en una "Edición Especial", incluyendo el nuevo sencillo y un CD bonus de remixes y lados B.
En 2001, los Pet Shop Boys relanzan sus primeros 6 álbumes; Biligual fue relanzado a Bilingual/Further Listening 1995-1997. Esta versión no solo vino digitalmente remasterizado sino que también vino con un segundo CD de lados B y material antes no lanzado de la época del álbum.
Otro relanzamiento vendría en 2009, bajo el nombre de Bilingual: Remastered, esta versión solo contiene las 12 pistas del original. Con el relanzamiento de 2009, el relanzamiento de 2 CD del 2001 fue retirado.

### Uso de bilingüismo
Una de las innovaciones que venían en el álbum fue que en 3 de las canciones se hace uso de bilingüismo. Dos de ellas contienen letras en español y una en portugués.
- En Discoteca, se hace uso de la frase "¿Hay una discoteca por aquí?" y contiene la estrofa:

Te quiero
¿entiende usted?
Dígame
¿cuánto tiempo tengo que esperar?
- En Single-Bilingual se indican las frases "Perdóneme, me llamo Neil", "Adelante", "Un momento, por favor" y una muestra de un hombre diciendo: "Muchas gracias, señor". Además, al ser la continuación de Discoteca en el álbum, incluye la frase "¿Hay una discoteca por aquí?" como coro.

Al comienzo de la canción Metamorphosis se mencionan dos frases en español con una voz modificada electrónicamente "¿Falta Mucho?, Si"; esta frase también puede ser interpretada en inglés como la pronunciación del título de la canción sílaba por sílaba, acentuando la última (sis).
- En Se a vida é (That's the way life is), se incluyen las frases "Se a vida é" y "Essa vida é".

### Promoción en Estados Unidos
La promoción en Estados Unidos fue bastante particular respecto al resto de la promoción mundial del álbum. Por primera vez se lanzó un álbum de los Pet Shop Boys en este país antes que en Reino Unido, ya que fue lanzado el 28 de julio de 1996, mientras la fecha en que se lanzó en su país natal fue el 2 de septiembre.
Ya en 1995, el contrato de los Pet Shop Boys con EMI para su promoción en Estados Unidos venció, por lo que el duó decidió firmar con Atlantic Records para realizar la promoción del álbum en este país.
De este álbum solo aparecieron 3 sencillos, de los cuales los últimos dos son de doble lado A. Además para uno de los sencillos de doble lado A lanzados, se hizo la inclusión de To step aside como uno de los lados A. Esta canción no fue lanzada en sencillo en ningún otro lugar. De la misma forma, Single-Bilingual fue el único sencillo del álbum que no se lanzó en Estados Unidos.
Una curiosidad importante es que todos los lanzamientos de Estados Unidos (el álbum y los sencillos) se realizaron un día 28 de cada mes que fueron lanzados.

## Lista de canciones
Todas las canciones están escritas y producidas por Neil Tennant y Chris Lowe, excepto donde se indica

### Bilingual[1]
| N.º   | Título                                                                | Música                         | Duración |  |
| 1.    | «Discoteca»                                                           |                                | 4:38     |  |
| 2.    | «Single»                                                              |                                | 3:48     |  |
| 3.    | «Metamorphosis (interpretada por Pet Shop Boys y Sylvia Mason-James)» | K-Klass - Pet Shop Boys        | 4:03     |  |
| 4.    | «Electricity»                                                         |                                | 4:58     |  |
| 5.    | «Se A Vida É (That's The Way Life Is)»                                | Pet Shop Boys - Chris Porter   | 4:01     |  |
| 6.    | «It Always Comes As A Surprise»                                       | Pet Shop Boys - Chris Porter   | 6:07     |  |
| 7.    | «A Red Letter Day»                                                    |                                | 5:09     |  |
| 8.    | «Up Against It»                                                       | Pet Shop Boys - Chris Porter   | 4:16     |  |
| 9.    | «The Survivors»                                                       | Pet Shop Boys - Chris Porter   | 4:30     |  |
| 10.   | «Before»                                                              | Pet Shop Boys - Danny Tenaglia | 4:32     |  |
| 11.   | «To Step Aside»                                                       | Pet Shop Boys - Chris Porter   | 3:48     |  |
| 12.   | «Saturday Night Forever»                                              | Pet Shop Boys - Danny Tenaglia | 3:58     |  |
| 53:46 |                                                                       |                                |          |  |

### Bilingual Edición Especial[1]
| Disco 2 |                                                                              |          |  |
| N.º     | Título                                                                       | Duración |  |
| 1.      | «Somewhere (mix extendido)»                                                  | 10:53    |  |
| 2.      | «A Red Letter Day (mix de Trouser Enthusiasts Autoerotic Decapitation)»      | 9:59     |  |
| 3.      | «To Step Aside (mix de Brutal Bill)»                                         | 7:30     |  |
| 4.      | «Before (mix de Classic Paradise)»                                           | 7:56     |  |
| 5.      | «The Boy Who Couldn't Keep His Clothes On (mix de International Club)»       | 6:06     |  |
| 6.      | «Se A Vida É (mix de Pink Noise)»                                            | 5:37     |  |
| 7.      | «Discoteca (mix de Trouser Enthusiasts Adventure Beyond The Stellar Empire)» | 9:30     |  |
| 57:31   |                                                                              |          |  |

### Further Listening1995-1997[2]
| Disco 2 |                                                                                       |          |  |
| N.º     | Título                                                                                | Duración |  |
| 1.      | «Paninaro '95»                                                                        | 4:11     |  |
| 2.      | «In the Night (1995)»                                                                 | 4:18     |  |
| 3.      | «The Truck-Driver and His Mate»                                                       | 3:33     |  |
| 4.      | «Hit and Miss»                                                                        | 4:07     |  |
| 5.      | «How I Learned to Hate Rock 'n' Roll»                                                 | 4:38     |  |
| 6.      | «Betrayed»                                                                            | 5:20     |  |
| 7.      | «Delusions of Grandeur»                                                               | 5:04     |  |
| 8.      | «Discoteca (versión de sencillo)»                                                     | 5:14     |  |
| 9.      | «The Calm Before the Storm»                                                           | 2:48     |  |
| 10.     | «Discoteca (nueva versión)»                                                           | 3:47     |  |
| 11.     | «The Boy Who Couldn't Keep His Clothes On (mix de Danny Tenaglia International Club)» | 6:09     |  |
| 12.     | «A Red Letter Day (versión de sencillo expandido)»                                    | 5:36     |  |
| 13.     | «The View from Your Balcony»                                                          | 3:44     |  |
| 14.     | «Disco Potential»                                                                     | 4:07     |  |
| 15.     | «Somewhere (mix extendido)»                                                           | 10:55    |  |